# Station Brusy
Station Brusy is een spoorwegstation in de Poolse plaats Brusy.